# Magnus Stephensen
Magnus Stephensen, född 1903 i Holte i Rudersdals kommun, död 1984, var en dansk formgivare och arkitekt. 
Stephensen formgav bland annat stolar i stål och böjträ för Fritz Hansen, barnstol i trä och kaffeservis i silver för Kay Bojesen och många arbeten i silver och rostfritt stål för Georg Jensen A/S.